# Mo Brooks
Morris Jackson "Mo" Brooks, Jr' (Charleston, Carolina do Sul, 29 de abril de 1954) é um político do Alabama. É o representante do 5º distrito congressional do estado. Ele é membro do Partido Republicano.